# فرع إبري لامي للعصب الوجهي
الفرع الإبري اللامي للعصب الوجهي هو أحد فروع العصب الوجهي، وهو فرع طويل ونحيل، ويدخل العضلة الإبرية اللامية من منتصفها.

## روابط خارجية
- http://www.dartmouth.edu/~humananatomy/figures/chapter_47/47-5. نسخة محفوظة 26 فبراير 2020 على موقع واي باك مشين. HTM نسخة محفوظة 26 فبراير 2020 على موقع واي باك مشين.

1. ↑  نموذج تأسيسي في التشريح، QID:Q1406710